# Nationalpark Šar Planina
Der Nationalpark Šar Planina (mazedonisch Национален парк Шар Планина Nacionalen Park Šar Planina) ist der jüngste Nationalparks in Nordmazedonien. Er wurde 2021 vom nordmazedonischen Parlament per Gesetz beschlossen. Der Park schützt Gebirgslandschaft südlich des Hauptkamms des Gebirgszugs Šar Planina (albanisch Sharr).

## Geographie

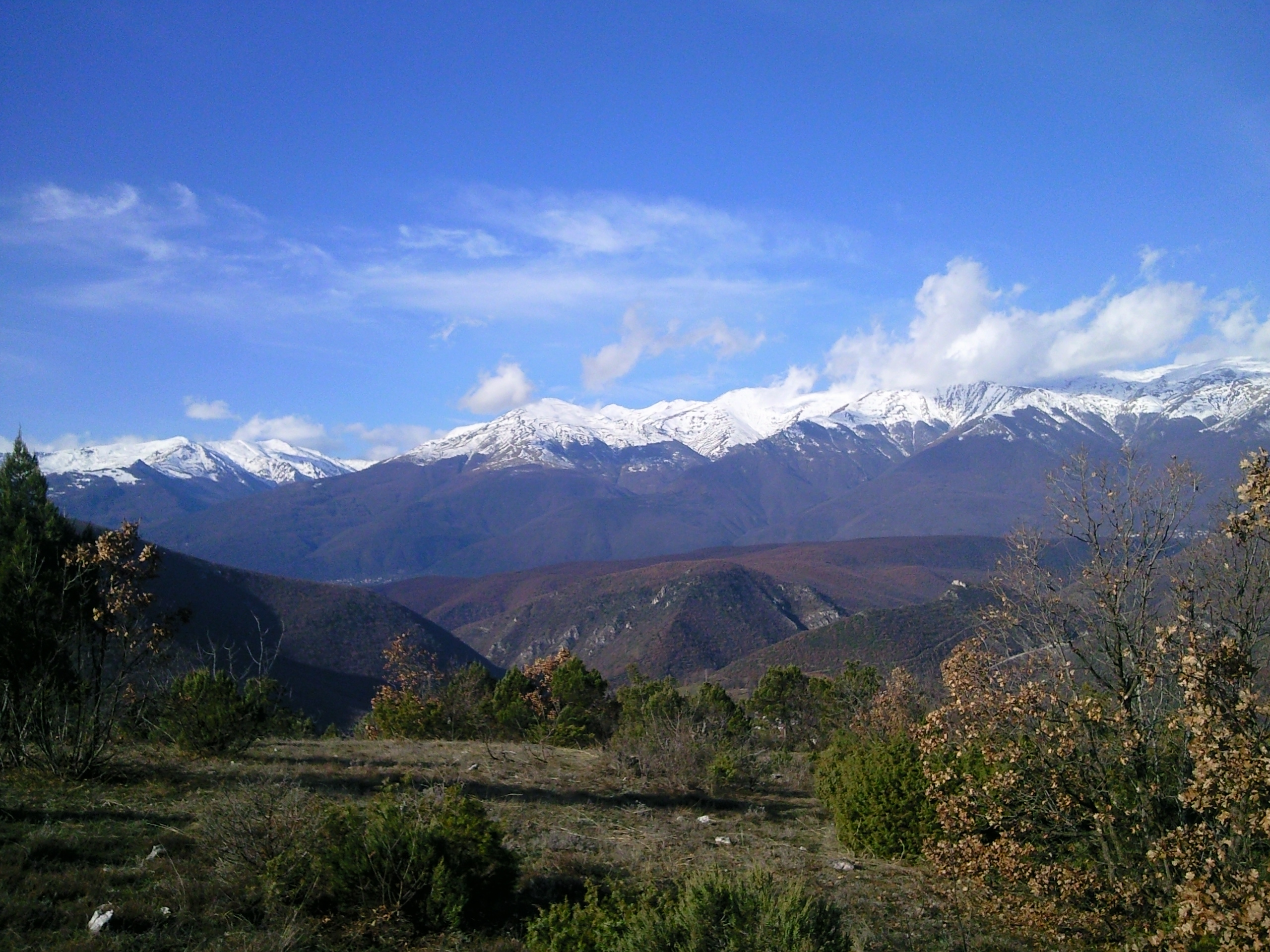
Šar Planina im Hintergrund

Der Nationalpark hat eine Fläche von 627 Quadratkilometer. Er liegt ganz im Nordwesten des Landes und zieht sich entlang der Grenze zum Kosovo, hoch über der Ebene Polog mit den Städten Tetovo und Gostivar. Der höchste Punkt ist der Titov Vrv (2747 m).
Auf der Nordseite der Grenze respektive des Gebirges liegt im Kosovo der 1986 eröffnete Nationalpark Sharr. Südwestlich angrenzend sind weitere Gebiete geschützt, in Albanien der Naturpark Korab-Koritnik, in Nordmazedonien der Mavrovo-Nationalpark.
Der Shar Mountain-Nationalpark ist in vier Zonen mit unterschiedlichem Schutzstatus unterteilt: In Kernzone von 25 %, umfasst Gletscherseen und Moorgebiete. Hier ist ein Vollschutz gegeben. 22 % des Gebiets sind besiedelt. Neben einem Wintersportgebiet, das in einer Übergangszone liegt, gibt es im Park rund 30 Dörfer mit insgesamt 26.000 Einwohnern.

## Fauna und Flora
Der Nationalpark umfasst viel Hochgebirge. Er ist Teil des Grünen Bands Europa, den weitgehend naturnah belassenen Grenzstreifen zwischen Westeuropa und den vormals kommunistischen Staaten. Hier finden viele bedrohte Tierarten ein Rückzugsgebiet und Wanderkorridore. Dazu gehört in der Šar Planina der extrem seltene Balkanluchs. Insgesamt soll es im Gebiet 2000 Pflanzenarten, 167 Schmetterlingsarten, 130 Vogelarten und 45 Säugetierarten geben, darunter Wölfe, Bären und Füchse.

## Geschichte
Die Ausarbeitung und Verabschiedung des Gesetzes zur Ausweisung des Parks dauerte 27 Jahre, in denen das Gebiet weiterhin Abholzung und Baumaßnahmen ausgesetzt war. Nach jahrelangen nationalen Debatten startete schließlich das nordmazedonische Ministerium für Umwelt und Raumordnung einen umfassenden Konsultationsprozess mit verschiedenen gesellschaftlichen Gruppen, darunter Jäger und Umweltorganisationen. Nach Abschluss des Prozesse stimmte eine Mehrheit von 66 Abgeordneten in der Versammlung der Republik Nordmazedonien für die Ausrufung des Shar-Gebirgsnationalparks. Dank des Drucks von lokalen Initiativen aus der Bevölkerung wurde der Nationalpark durch die Behörden umgesetzt. Eine im April 2021 durchgeführte Umfrage ergab, dass 82 % der befragten Einwohner des Shar-Gebirges den Park befürworten. Es wird erwartet, dass der Park neue Möglichkeiten in Bereichen wie Öko- und Ethno-Tourismus und Viehzucht bietet. Europaweit wurde seine Ausweisung im Juli 2021 in Naturschutzkreisen beachtet und als „das letzte Puzzleteil für eines der größten grenzüberschreitenden Schutzgebiete in Europa“ (Naturschutzbund Österreich) gesehen.
Der Bau von kleineren Wasserkraftwerken ist jedoch noch immer möglich.
Das Projekt des Nationalparks wurde vom United Nations Environment Program und EuroNatur unterstützt. Es ist das erste Gebiet, das von Nordmazedonien als Nationalpark ausgewiesen wurde – die bereits bestehenden Nationalparks des Landes existieren seit den 1940er und 1950er Jahren, als die Republik noch zu Jugoslawien gehörte.
Die Region erhofft sich eine Entwicklung des Tourismus durch den neuen Nationalpark.